# Anthrax gradata
Anthrax gradata är en tvåvingeart som först beskrevs av Macquart 1847.  Anthrax gradata ingår i släktet Anthrax och familjen svävflugor.
Artens utbredningsområde är Colombia. Inga underarter finns listade i Catalogue of Life.